# Adam Neumann
Pour les articles homonymes, voir Neumann.
Adam Neumann, en hébreu : אדם נוימן, né le 25 avril 1979 à Tel Aviv-Jaffa en Israël, est un homme d'affaires israélo-américain.

## Biographie
Adam est né à Tel Aviv-Jaffa, d'ascendance juive ashkénaze. Ses parents, tous deux médecins, Avivit et Doron Neumann, divorcent quand il a sept ans. Lui et sa sœur cadette, le mannequin israélien Adi Neumann, déménagent aux États-Unis avec leur mère pour sa résidence médicale.
En 1990, après quatre ans aux États-Unis, ils retournent en Israël et s'installent au kibboutz Nir Am. Il est diplômé de l'Académie navale israélienne, ayant servi comme officier dans la marine israélienne pendant cinq ans et été démis de ses fonctions avec le grade de Seren (commandant).
Par la suite, il fréquente la Zicklin School of Business du Baruch College à New York.

## Carrière

### WeWork
En 2010, il cofonde l'entreprise de location de bureaux WeWork avec Miguel McKelvey. Il en est le président directeur général, de 2010 à 2019.
À l'automne 2019, en conflit avec son actionnaire principal SoftBank, il est contraint de quitter son poste. Il lui est reproché une mauvaise gestion, des ambitions irréalistes, un comportement nuisant à l'entreprise, un train de vie démesuré par rapport à des restrictions imposées au personnel. Il part avec 1,7 milliard d'indemnités : il se voit donc également critiqué pour son départ de la société avec des indemnités substantielles alors que de nombreux salariés sont licenciés avec des stocks options ayant perdu toute valeur.
En 2022, Adam Neumann est toujours propriétaire d'un parc de 3 000 à 4 000 appartements valant un milliard de dollars.

### Flow et Flowcarbon
Il crée en 2023 Flow. Cette société organise le partage d'appartements, avec un système de leasing en utilisant des cryptomonnaies. Il est soutenu à hauteur de 350 millions de dollars par le fonds Andreessen Horowitz de son ami Marc Andreessen.
Il crée également Flowcarbon, une société qui « transforme des crédits carbone en produits sur la blockchain ».

## Vie privée
Il vit dans le quartier de Greenwich Village à New York avec sa femme, Rebekah Neumann, et leurs six enfants, dont une paire de jumeaux.

## Influence culturelle
La série WeCrashed sur Apple TV+, commencée en mars 2022, retrace l'ascension puis la chute de WeWork. Le rôle d'Adam Neumann est interprété par l'acteur Jared Leto.

### Source de la traduction
- (en) Cet article est partiellement ou en totalité issu de l’article de Wikipédia en anglais intitulé « Adam Neumann » (voir la liste des auteurs).